# George Osborne
För andra betydelser, se George Osborne (olika betydelser).

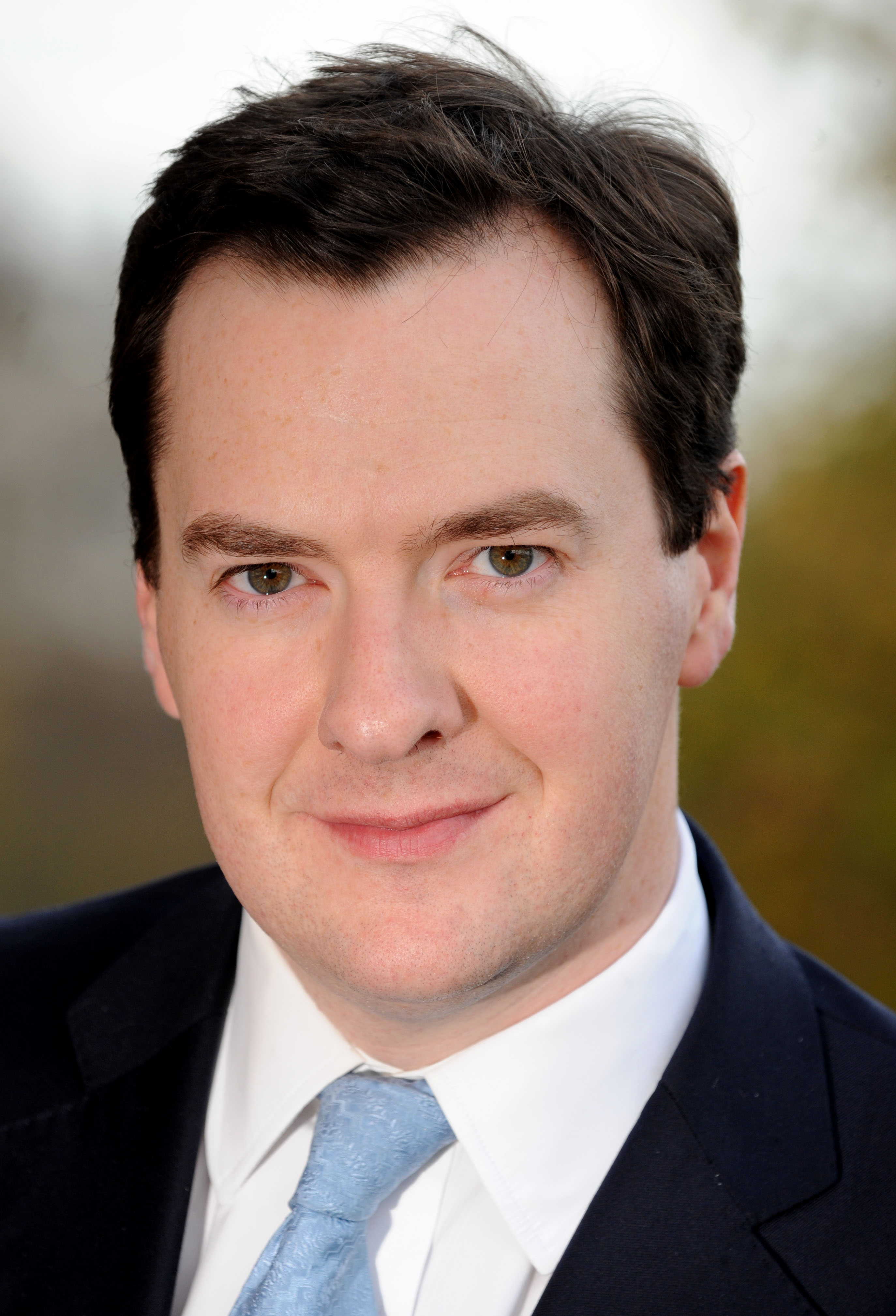
George Osborne.

George Gideon Oliver Osborne, född 23 maj 1971 i Paddington, London, är en brittisk konservativ politiker. Han var Storbritanniens finansminister (Chancellor of the Exchequer) och Andre skattkammarlord mellan 2010 och 2016.
Osborne tillhör den gamla angloirländska aristokratin, i Irland mer känt som the Ascendancy. Osborne har studerat vid Magdalen College på Oxfords universitet och var talskrivare åt dåvarande konservativa partiledaren William Hague 1997-2001. Han blev 2001 invald i underhuset för Tattons valkrets. Han var skuggfinansminister från 2005 och till 2010 då han blev finansminister i Camerons koalitionsregering som tillträdde efter parlamentsvalet 2010.